# Grand Theft Auto: Vice City Stories
Grand Theft Auto: Vice City Stories is het tweede spel uit de Grand Theft Auto-serie dat voor de PlayStation Portable is gemaakt. Het spel is ontwikkeld door Rockstar Leeds met behulp van Rockstar North en uitgegeven door Rockstar Games. GTA: Vice City Stories verscheen op 31 oktober 2006 in Amerika en 10 november 2006 kwam het in Europa uit.
Op 6 maart 2007 kwam het spel in Amerika uit voor de PlayStation 2 en op 9 maart 2007 verscheen GTA: Vice City Stories in Europa.

## Gameplay
Het spel speelt zich af in 1984, twee jaar voor de gebeurtenissen in Grand Theft Auto: Vice City. De speler speelt als Victor Vance, de broer van een van de personages uit het spel, Lance Vance.
Nieuw in deze GTA is de mogelijkheid om verschillende bedrijven aan te vallen, op te bouwen en te onderhouden. Ook is het mogelijk om te zwemmen en te fietsen. Via de AD-Hoc-functie van de PSP kan de speler tien verschillende multiplayermissies doen. Er zijn gevarieerde nevenmissies zoals "Beach Patrol", waar de speler motorrijders al rijdend in een buggy moet uitschakelen, mensen moet redden door een dokter naar ze toe te brengen, of met een boot de zee op te gaan en reddingsboeien naar ze toe te gooien.
Ook is het mogelijk om na een bezoek op het politiebureau of ziekenhuis als de speler "Wasted" (dood) of "Busted" (gearresteerd) is, de kwijtgeraakte wapens terug te kopen voor $ 2000.
De standaard 100 hidden packages die de speler altijd kon verzamelen is teruggebracht naar 99 in de vorm van rode ballonnen die verspreid zijn door de stad. Dit refereert aan Nena's hit uit de jaren 80, 99 Luftballons, welke te horen is in GTA: Vice City.

## Verhaal
Vice City, 1984. Kansen te over in een stad die zich ontworstelt aan het moeras en zijn groei deels te danken heeft aan de gewelddadige machtsstrijd die zich in de lucratieve drugshandel afspeelt. Overal zijn huizen in aanbouw en rijst een glinsterende metropool op uit een fundament van misdaad en verraad.
Victor Vance heeft als marinier altijd zijn asociale familie, zijn land en zichzelf beschermd. Een verkeerde beslissing later is die taak er een stuk moeilijker op geworden. Hij moet zich nu zien te handhaven in de straten van een stad die wordt verscheurd door glamour en hebzucht. Vic heeft geen keus - hij moet een imperium opbouwen of ondergaan.

## Rolverdeling
- Dorian Missick - Victor "Vic" Vance (stem)
- Philip Michael Thomas - Lance Vance (stem)
- Luis Guzmán - Ricardo Díaz (stem)
- Gary Busey - Phil Cassidy (stem)
- Phil Collins - zichzelf (stem)
- Robert Davi - Kolonel Juan Cortez (stem)
- Yul Vazquez - Diego Mendez (stem)
- Rubén Trujillo - Armando Mendez (stem)
- Mateo Arias - Sergeant Jerry Martinez (stem)
- Jorge Pupo - Umberto Robina/Gonzalez (stem)
- Barbara Rosenblat - Reni Wassulmaier (stem)
- Chelsey Rives - Louise Cassidy-Williams (stem)
- Jim Burke - Marty Jay Williams (stem)
- Daniel Oreskes - Bryan Forbes (stem)